# Euphorbia elquiensis
Euphorbia elquiensis är en törelväxtart som beskrevs av Rodolfo Amando Philippi. Euphorbia elquiensis ingår i släktet törlar, och familjen törelväxter. Inga underarter finns listade i Catalogue of Life.